# كريس فانس
كريس فانس (بالإنجليزية: Chris Vance)‏ هو ممثل أسترالي، ولد في 30 ديسمبر 1971 في المملكة المتحدة.

## أعمال

### مسلسلات
- بريزون بريك
- هاواي فايف أو

## وصلات خارجية
- كريس فانس على موقع IMDb (الإنجليزية)
- كريس فانس على موقع ألو سيني (الفرنسية)
- كريس فانس على موقع أول موفي (الإنجليزية)
- كريس فانس على موقع قاعدة بيانات الفيلم (الإنجليزية)
- كريس فانس على موقع كينوبويسك (الروسية)